# Doce (gosto)
Doce (do latim: Dulcis) descreve um dos cinco gostos primários. Geralmente considerada uma sensação prazerosa, é produzida pela presença de açúcares e substâncias ou soluções adoçantes que imitam a sacarose. Além dos carboidratos, onde está inserida a sacarose, outros compostos também possuem esta propriedade como alguns aminoácidos, bem como os edulcorantes artificiais.
O sabor doce é detectado por uma variedade de receptores acoplados à proteína G acoplado a Proteína G denominada Gustaducina. Os limiares de detecção de sabor para substâncias doces são classificados em relação à sacarose, que tem um índice de 1. O limiar humano médio de detecção de sacarose é de 10 milimoles por litro.

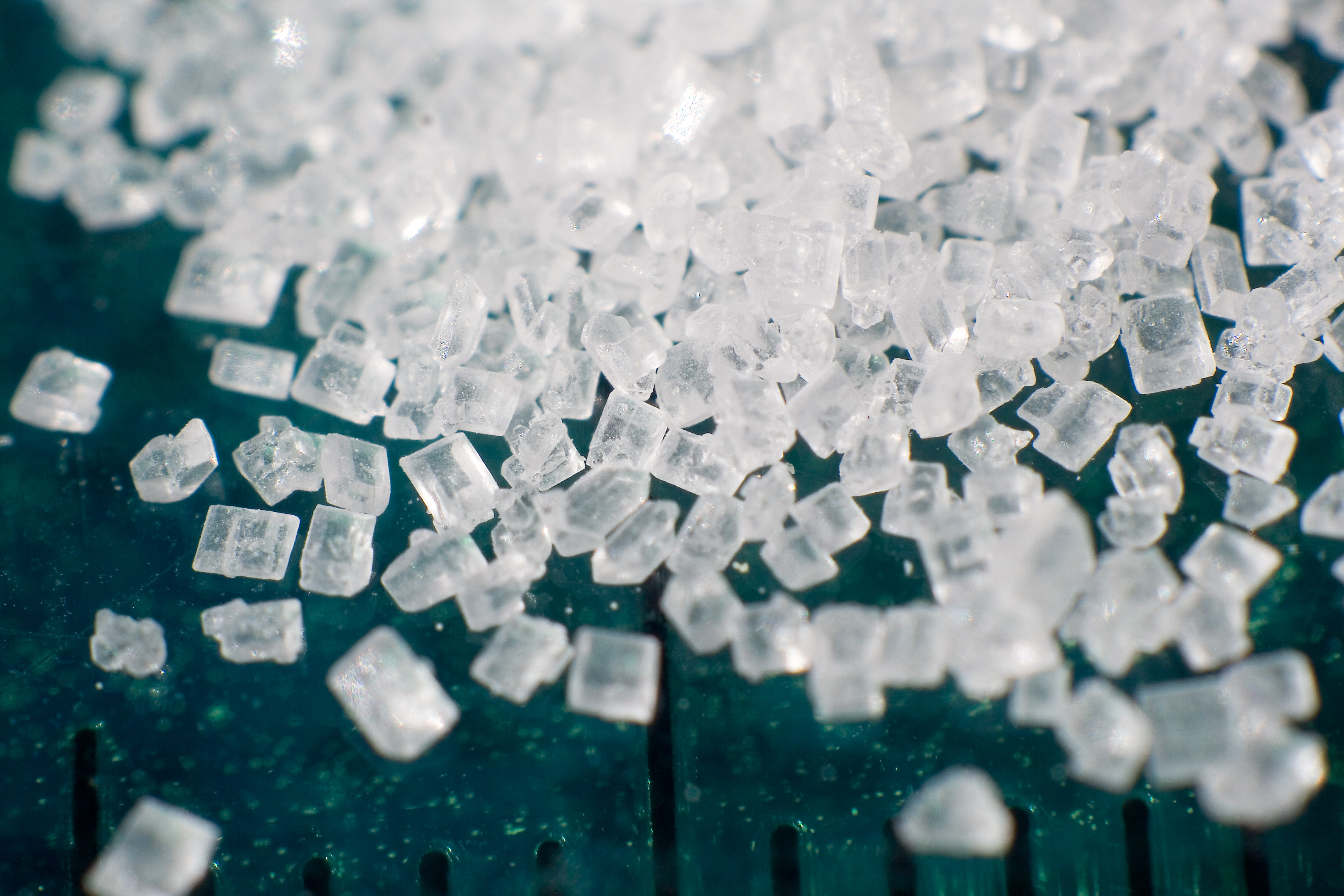
Cristais de sacarose